# 加茂地区 (市原市)
加茂地区（かもちく）は、千葉県市原市の地区。市原市役所加茂支所が管轄している。

## 概要
市原市南部に位置する。市原市市制施行後の1967年に南総町と合わせて市原市に吸収合併された加茂村全域をもって構成されている。
加茂地区は、市原市の地区の中で、全域が都市計画地域に含まれていない唯一の地区であり、面積が最も大きく、人口規模が最も小さい。また、北以外のすべての方角において他市町村と接している唯一の地区である。
平地は養老川流域の一部に限られ、主に山林、ゴルフ場、農地が中心の土地利用となっている。

## 地名

### 加茂の由来
高瀧神社（旧名・加茂神社）は、白鳳年間（7世紀後半）にはすでに所在していたという古い神社で、加茂社を祀っていたために村名を「加茂村」と改めた。その後1875年の宮原村との合併で高滝村となり一時消滅した。しかし1954年には高滝村が富山村、白鳥村、里見村と合併し、その際「加茂村」という呼称は再び復活した。現在の加茂地区の全範囲が村域と一致する。1967年10月1日、市原郡加茂村は、同じ市原郡南総町及び市原市と合併し、村名から市原市加茂地区となった。この際、市内の全く異なる場所に大字加茂が存在することになったが、これは由来は同じく加茂神社からでも加茂地区のものとは別の神社である。

### 町丁字
地区内に存在する町丁字は以下のとおりである。一部、現存するか不明のものや入会地の大字が存在する。
- 高滝
- 養老
- 本郷
- 大和田
- 久保
- 外部田
- 駒込
- 山口
- 不入
- 古敷谷
- 小谷田
- 吉沢
- 新井
- 飯給
- 大戸
- 平野
- 万田野
- 柿木台
- 徳氏
- 田淵
- 田淵旧日竹
- 月出
- 大久保
- 石塚
- 菅野
- 月崎
- 国本
- 柳川
- 折津
- 石神
- 朝生原
- 戸面
- 山口駒込久保外部田岩藪
- 古敷谷元本郷飛地
- 古敷谷元養老飛地
- 戸面石神朝生原入会
- 月崎田渕入会
- 大和田不入高滝養老入会
- 飯給大戸平野入会

## 歴史

### 年表
- 1967年（昭和42年）10月1日 - 吸収されるかたちで旧加茂村は市原市に合併し、旧村域は市原市加茂地区となる[2]。
- 2020年（令和2年）1月15日 - 地区内田淵にある養老川流域田淵の地磁気逆転地層を由来とし、同地層から分かる地球の地磁気が逆転していた時期の地質時代が国際地質科学連合により「チバニアン」（Chibanian、千葉時代）と命名される。
- 2022年（令和4年）5月21日 - 田淵地磁気逆転地層に時代境界となるゴールデンスパイクが設置される。

## 人口
2017年5月1日現在の人口は以下のとおりである。
| 地区             | 人口     | 人口     | 人口    |
| 地区             | 15歳未満 | 65歳以上 | 総数    |
| ---------------- | -------- | -------- | ------- |
| 旧白鳥小学校学区 | 55人     | 569人    | 1,244人 |
| 旧富山小学校学区 | 35人     | 346人    | 783人   |
| 旧高滝小学校学区 | 90人     | 824人    | 1,844人 |
| 旧里見小学校学区 | 59人     | 712人    | 1,400人 |
| 加茂地区計       | 239人    | 2,451人  | 5,271人 |

## 施設

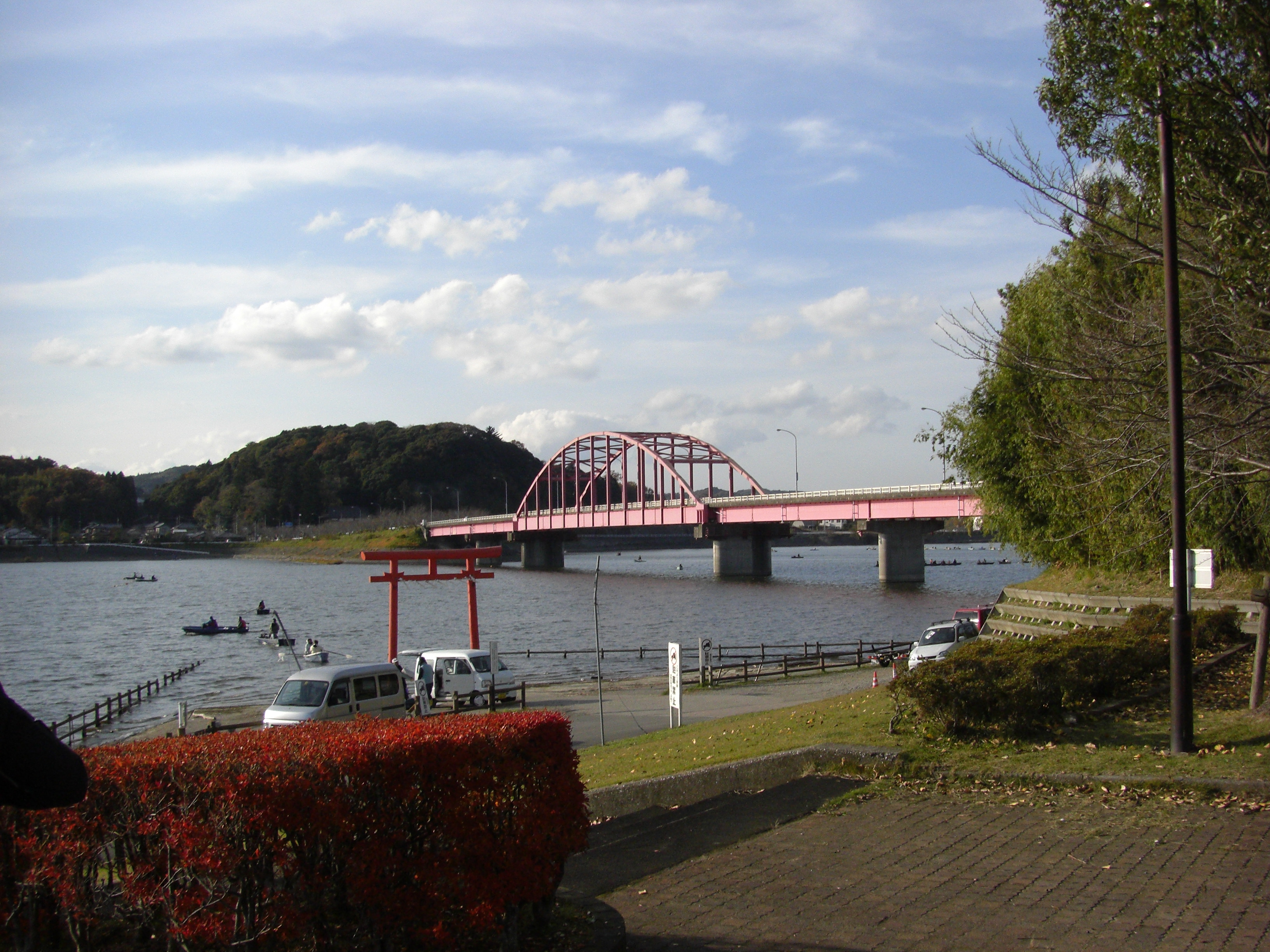
高滝湖

### 公共施設等
- 市原市役所加茂支所
- 市原市立加茂公民館
- 市原市消防局南総消防署加茂分署
- 市原市立加茂学園
- 高滝ダム

### 名所
- 高滝湖
- 市原湖畔美術館
- 養老渓谷
- 千葉セクション

## 交通

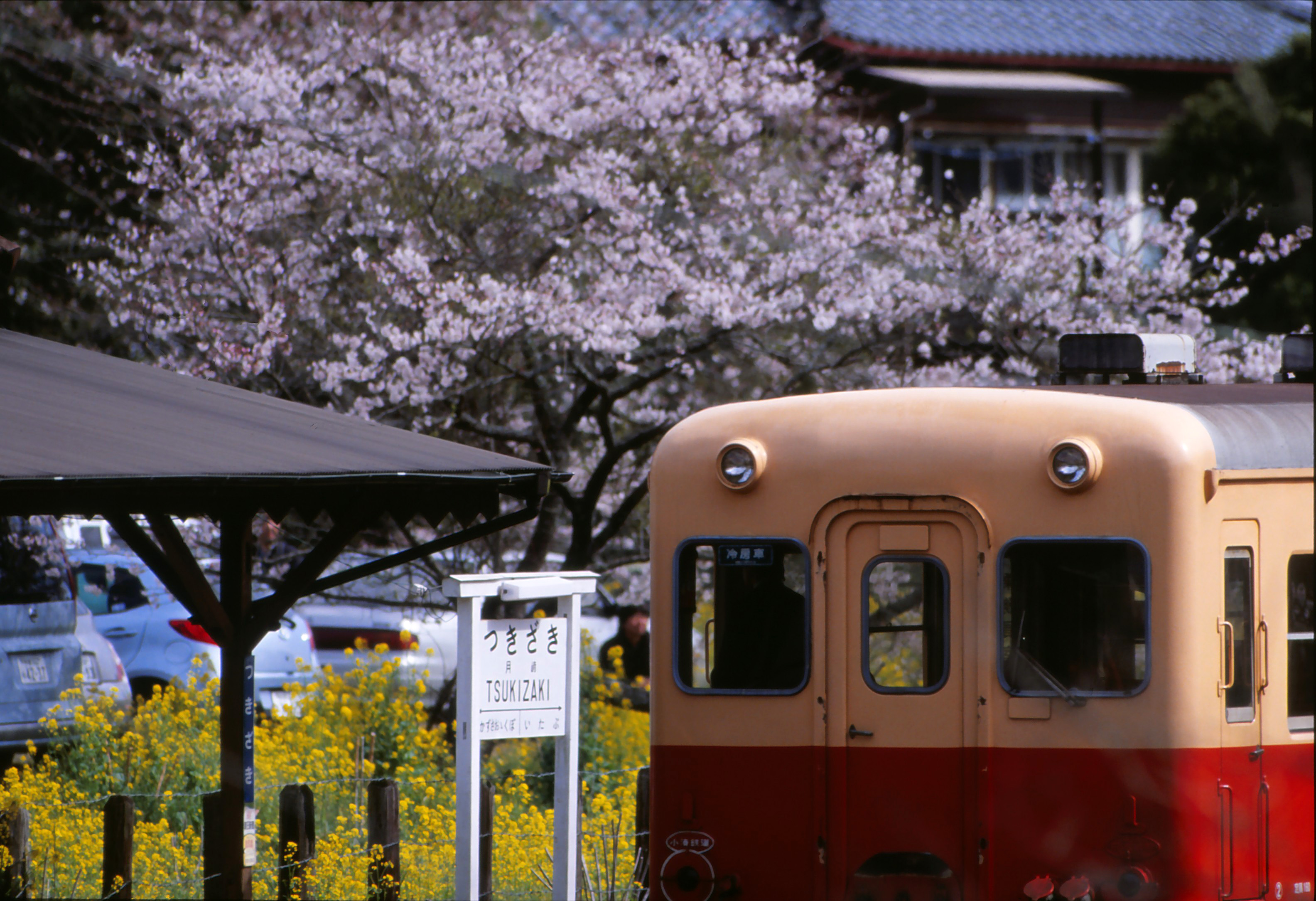
月崎駅

### 鉄道
- 小湊鐵道小湊鉄道線（上総久保 - 高滝 - 里見 - 飯給 - 月崎 - 上総大久保 - 養老渓谷）